# Rebels with a Cause
Rebels With a Cause - Unruly, Unrestrained, Uninhibited – DVD szwedzkiego zespołu Hammerfall. Na płycie znajduje się 90-minutowy dokument o zespole, a także wiele dodatkowego materiału.

## Spis treści
- Rebels With A Cause - Unruly, Unrestrained, Uninhibited (dokument)

### Dodatki
1. TV Clips
2. Blood Bound (Trackslistan)
3. Blood Bound (Lanz i P3)
4. När Vindarna Viskar Mitt Namn (Alla Tiders Melodifestival)
5. The Fire Burns Forever (European Athletics Championships 2006)
6. Rundgĺng (SVT)
7. Live Clips
8. Templars Of Steel
9. Unchained
10. The Templar Flame
11. Knights Of The 21st Century
12. Secrets
13. Promo clips
14. Hearts On Fire
15. Blood Bound
16. Hearts On Fire (Olympic version)
17. The Fire Burns Forever
18. Natural High
19. Last Man Standing
20. Behind The Scenes
21. Hearts On Fire
22. Natural High
23. Short movies

## Twórcy
- Joacim Cans - śpiew
- Oscar Dronjak - gitara, śpiew
- Stefan Elmgren - gitara prowadząca
- Fredrik Larsson - gitara basowa
- Anders Johansson - instrumenty perkusyjne

## Pozycje na listach
| Lista  | Kraj    | Pozycja |
| ------ | ------- | ------- |
| Top 60 | Szwecja | 15      |